# Pokol Latinov
Pokol Latinov (angleško Massacre of the Latins; srbohrvaško Pokolj Latina; italijansko Massacro dei Latini; grško Σφαγή των Λατίνων beri: Sfage ton Latinon) je bil velik pokol katoličanov (imenovanih "Latini") – avtohtonih prebivalcev Carigrada, glavnega mesta Bizantinskega cesarstva, od strani grških pravoslavnih prebivalcev mesta maja (po nekaterih virih aprila) leta 1182.

## Pokol
Latinski katoličani so v tistem času obvladovali carigrajsko pomorstvo, denarništvo in trgovino. Celotno število pomorjenih v pogromu ni znano, vendar jih ceni grški zgodovinar Evstahijna okrog 60.000, skoro izključno Italijanov.. 
Nekateri Negrki so zaslutili pogrom, pa so pravočasno pobegnili z ladjami; večina pa je ostala, in te je razjarjena sodrga prisilila k begu s požiganjem in posiljevanjem, ko je po bogatih trgovskih hišah ropala, zaostale Latine pa ne glede na starost in spol mučila in pobijala, ali jih prodajala v sužnost.. Največ je bilo pobitih Genovčanov in Pizancev; okrog 4000 preživelih so prodali kot sužnje Turkom v Rumski sultanat: in ti preživeli otroci, odrasli in starci so zavidali usodo mrtvih.

### Zgodovinsko ozadje
Konec 11. stoletja so začeli zahodni trgovci, zlasti iz italijanskih mest-državic Benetk, Genove in Pize prodirati na Vzhod. Zlasti Benečani so si zagotovili pri bizantinskem cesarju Alekseju celo vrsto trgovinskih ugodnosti ter tudi pomorsko nadvlado.
Njegov vnuk Manuel je začel omejevati ugodnosti Benečanom in sklepati pogodbe z njihovimi tekmeci Pizanci, Genovčani in Amalfijci. Polagoma so vsa štiri italijanska mesta osnovala svoje lastne četrti v severnem delu samega Carigrada, proti Zlatemu rogu.
Vsekakor je obstajala že dolgo časa dobršnja stopnja nestrpnosti do tujcev, še več pa je bilo nevoščljivosti in nezaupanja do »Latinov«. Tako so imenovali vse rimo-katolike Bizantinci na Vzhodu; v tem primeru pa so skoraj v celoti bili ti katoličani Italijani. Ne redko pa so razni bizantinski cesarji glede ugodnosti izigravali eno italijansko mesto-državico zoper drugo in povzročali dolgoletne medsebojne spore in obračune. 
Prevlada laških trgovcev je povzročila gospodarski in družbeni razkroj v Bizancu in pospešila upadanje domače trgovine v prid velikih izvoznikov; skupaj z opazno domišljavostjo Italijanov - Grki pa so tudi bili ponosni glede na svojo slavno zgodovino in v ošabnosti za njimi niso zaostajali - je vse skupaj spodbujalo ljudsko sovražnost zlasti med srednjim in nižjim razredom na deželi in po mestih. Verske razlike med stranema, ki sta ena drugo imenovali razkolniški, so vprašanje še bolj zapletle. 
Prihajalo je pa tudi do medsebojnih spopadov med Italijani samimi. 1162 so napadli Pizanci z nekaj Benečani genovsko četrt v Carigradu in napravili veliko razdejanje; cesar Manuel je zato mnoge izgnal iz mesta in dal proste roke Benečanom za več let.
1171, ko so pa Benečani napadli in hudo razdejali genovsko četrt v Carigradu, je cesar vrnil milo za drago z množičnim zapiranjem Benečanov po celem cesartvu in zaplenitvijo njihovega premoženja. Napad benečanskega ladjevja se je izjalovil; zadeve so se navidezno pomirile in trgovina nadaljevala. Benečani pa so delovali odslej posredno in se izogibali neposrednega spopada z močnim bizantinskim ladjevjem. Namesto tega so podpirali srbsko vstajo, oblegali Ancono, poslednjo bizantinsko trdnjavo v Italiji, in sklenili zvezo z normanskim Sicilskim kraljestvom. Odnosi so se le polagoma uredili: to dokazuje dogovor iz 1179,, a odnosi so se nekako umirili šele nekaj let pozneje, ko je v Carigradu živelo okrog 60.000 Latinov.

### Politični nemiri in pokol
Po Manuelovi smrti (1143-1180) je njegova vdova, latinska princesa Marija Antiohijska  - ki so jo še posebej sovražili, ker je bila tujka - postala skrbnica mladoletnemu sinu Alekseju. Kazala je veliko naklonjenost do latinskih trgovcev in bogatih grških veleposestnikov; z namenom, da jo strmoglavi s prestola, se je aprila 1182 vojskovodja Andronik (1183-1185) bližal mestu s podporo ljudstva. Zarota se mu je posrečila, ker je na njegovo stran prestopil vojskovodja cesarske vojske, ki ga je poslala zoper Andronika cesarica. Splošno veselje pa se je kmalu sprevrglo v nasilje zoper osovražene Latince; množica je vdrla v njihove četrti in jih napadla. 
Andronik je zopet pokazal svojo hinavščino in sposobnost propagande, da izkoristi razmere v svoj prid ter je uporabil ljudsko nejevoljo in nevoščljivost zoper tujce: Razširil je govorico, da hočejo Latini napasti Grke in to podlo natolcevanje je bilo zadosti, da je podžgalo ljudstvo k vstaji. Mnogo Latinov, ki so zaslutili zaroto, je pravočasno pobegnilo na krovu 44 galej, ki so bile začasno zasidrane v pristanišču; drugim se je posrečilo, da so skupaj s svojimi  družinami odjadrali z drugimi jadrnicami. Tisti so imeli srečo, da so ušli mučenju, smrti ali sužnosti. Zoper vse tiste, ki so ostali v glavnem mestu, pa se je usmerila razjarjenost množice. Latini v mestu niso delovali kot nemočne žrtve, ampak so se pogumno branili, toda sovražnik je bil številnejši in je zmagal. Podivjana drhal je zažigala hiše s celimi družinami vred; isto se je dogajalo cerkvam, kjer je mnogo vernikov iskalo zatočišče; bežeče iz gorečih hiš so zaklali na ulici. Grobovi so bili oskrunjeni in trupla razmetana sredi cest. Drhal je vdrla v bolnišnico sv. Janeza in nepokretne bolnike pobila brez usmiljenja. 
Andronik je kmalu za temi dogodki pridobil mladoletnegau prestolonaslednika, da je podpisal smrtno obsodbo za cesarico. Druge nasprotnike je dal zapreti v samostan, jih oslepiti in skopiti. Nato je zadavil samega mladoletnega cesarjeviča in se poročil z njegovo mladoletno vdovo. Sovraštvo do tujcev mu je bilo le pretveza, da ga je ljudstvo podprlo pri državnem udaru, čigar sadov pa ni dolgo užival.
Kot že omenjeno, so nekateri Latini zbežali z ladjami; večina pa je bila na milost in nemilost prepuščena nahujskani sodrgi, ki ni poznala nobenega usmiljenja niti do žensk niti do otrok, niti do bolnikov; plenila je hiše in oskrunjala cerkve. Posebno sovraštvo so kazali do katoliških duhovnikov; papeškega nuncija – kardinala Janeza – so obglavili, njegovo glavo pa privezali psu za rep in jo vlačili sem ter tja po mestu. 

### Epilog in ocena
Čeprav Andronik osebno ni sodeloval v protilatinskem divjanju, ga je podžgal z lažnim hujskanjem; ko je divjanje izbruhnilo, pa ga ni z ničimer oviral in tako nosi vso komandno odgovornost. 
Komaj tri leta pozneje je tudi njega doletela podobna usoda: prej naklonjena mu množica se je naveličala njegovih muh, krutosti in ljubezenskih pustolovščin, ga strmoglavila s prestola in carigrajska sodrga ga je najprej mučila, nato pa ga dala v roke latinskim vojakom na mestnem hipodromu.  Kolikor je bil prej priljubljen, tako je po muhastem razpoloženju množice in po svoji hudobiji postal osovražen, pa so ga odstavili in prepustili drhali; tako ga je na smrt obsodilo in umorilo njegovo lastno ljudstvo, in sicer prek latinskih vojakov. 
Ni mogoče imeti preveč naklonjenosti do nekoga, ki si je okrvavil roke s krvjo deset tisočev nemočnih mož, žena in otrok. Odstavil je med drugimi zločini tudi vladarico Marijo Antiohijsko ter prisilil njenega sina, da je podpisal ukaz za njen umor. Potrebno je omeniti tako krutost, da bomo lahko bolje razumeli, kako globoka ločitev je obstajala in še vedno obstaja med katoliškim Zahodom in pravoslavnim Vzhodom. V dobi ekumenizma zavoljo dobrih odnosov njihove pogreške katoliška stran kar pometa pod preprogo. Te zgodovinske napake lahko služijo kot opozorilo, da se v prihodnosti ne bi več ponavljale. 
Na splošno vlada mnenje, da so nekaj let pozneje, to je 1204, zavzeli Carigrad križarji in da so vsega zla krivi oni. To je točno le deloma, kajti:
1. vojsko, ki je zavzela in oplenila Carigrad 1204, ni vodil Latin, ampak Grk, ki je bil pretendent na prestol
2. vsaj polovica vojakov v tisti armadi je bilo pravoslavne vere
3. nobenega od »Latinov« v vojaških krdelih ni nobena oblast pooblastila kot križarja
4. Papež Inocenc III. je vnaprej prepovedal napad na krščansko mesto in ga potem ostro obsodil.
5. Največjo skupino Benečanov »Latinov« so sestavljali sorodniki in prijatelji katoliških žrtev, ki so jih 22 let poprej pobili pravoslavni Grki v Pokolu Latinov.
6. Ko je papež zvedel, da 1202 hočejo latinski voditelji Četrte križarske vojne napasti hrvaški Zadar in ga uporabiti kot bazo za napad na Carigrad raje, ko da bi rešili Jeruzalem iz rok muslimanov – kar je bila takratna papeževa zahteva – je obvestil Bonifaca in beneške zaveznike, da jih bo v tem primeru izobčil.
7. Ko so križarji kljub temu 1202 napadli in osvojili Zadar, je papež takoj objavil uradni odlok o izobčenju celotne armade.
8. To izobčenje je bilo še vedno v veljavi, ko so krenili na Carigrad 1204. [23]
9. Posledica pokola Latinov v Carigradu je bila, da so se morali beneški trgovci bolj posvetiti svojim interesom zunaj Bizanca, kar je pomenilo škodo tudi za carigrajske prebivalce; medtem pa so Genovčani in Pizanci pretrpeli najtežje izgube glede na ljudi in dobrine v svojih naseljih na Bosporju.[24] [25]
10. Pokol Latinov je poslabšal že tako krhke odnose med katoliško in pravoslavno Cerkvijo, kakor tudi zahodno podporo Bizantincem v boju proti polmesecu. [26]

Prestopki Četrte križarske vojne so dovolj dobro poznani; toda pokol Latinov, ki je tem dogodkom predhodil in jih tudi pripravljal, je le malokdaj omenjen in je skorajda nepoznan. Sveti papež Janez Pavel II. - in tudi drugi papeži novejše dobe – so v imenu katoliškega Zahoda že večkrat prosili odpuščanje pravoslavni Vzhod zaradi osvojitve Carigradaa ali kakega drugega neljubega  dogoka, ki so ga skozi burno zgodovino spremljala teptanja človekovih pravic - ne da bi se spuščali v razlago okoliščin, ki so do tega pripeljale in ne da bi jih postavili v zgodovinski okvir (Sitz in Leben). Ni bilo slišati, da bi kak patriarh ali škof kdaj vsaj omenil ali se morda celo opravičil zaradi pokola Latinov ali kakega drugega podobno spornega zgodovinskega dogodka. Ni torej nič čudnega, da prizadevanja za zedinjenje in slogo med kristjani tako počasi napredujejo.
Glede usode takratnega papeškega nuncija kardinala Janeza v Carigradu je znano tole: 
| Angleški izvirnik | Slovenski prevod |
| --- | --- |
| Giovanni. Birth. (No date or place found). Education. (No information found). Cardinalate. Created cardinal deacon of S. Angelo in Pescheria in the consistory of September 22 (or October), 1178. Subscribed papal bulls issued between October 30, 1178 and July 28, 1181. Participated in the papal election of 1181, in which Pope Lucius III was elected. Legate in Constantinople before the Greek schismatics; impeded in his mission, he returned to Rome; as a result of ill-treatment received, he soon died. Death. At the end of 1181 or beginning of 1182, (no place found). Buried (no information found). Beatification. He is called blessed and a martyr by Ludovicus Donius D'Attichy in his work Flores Historiæ Sacri Collegii S. R. E. Cardinalivm, In Qva Res Ab Ipsis Septem Saecvlorvm decursu, pih, aut sanctè gestae, ordine chronologico distinctæ, atque digestæ describuntur. Dedvcta Illarvm Serie Perpetva Per Pontifices Et Creationes, à temporibus S. Leonis Papæ IX. Sive Ab Anno Christi M.XLIX ... Vsqve Ad Postrema Nostra Tempora... (Lutetiæ Parisiorum: Cramoisy, 1660). | Janez. Rojstvo. (Ni znan datum ali kraj). Vzgoja. (Nobenega poročila). Kardinalstvo. Imenovan za kardinala-diakona pri S. Angelo in Pescheria v konzistoriju dne 22. septembra (ali oktobra) 1178. Podpisoval papeške bule med 30. X. 1178 in 28. VII. 1181. Udeležil se je papeških volitev 1181, na katerih je bil izvoljen papež Lucij III. Legat v Carigradu pri grških razkolnikih; oviran v svojem poslanstvu, se je vrnil v Rim; kmalu je umrl za posledicami zdravljenja. Smrt. Konec 1181 ali na začetku 1182, (kraj neznan). Pokopan (neznano). Beatifikacija. Za blaženega in mučenca ga ima Ludovicus Donius D'Attichy v svojem delu Flores Historiæ Sacri Collegii S. R. E. Cardinalivm, In Qva Res Ab Ipsis Septem Saecvlorvm decursu, pih, aut sanctè gestae, ordine chronologico distinctæ, atque digestæ describuntur. Dedvcta Illarvm Serie Perpetva Per Pontifices Et Creationes, à temporibus S. Leonis Papæ IX. Sive Ab Anno Christi M.XLIX ... Vsqve Ad Postrema Nostra Tempora ... (Lutetiæ Parisiorum : Cramoisy, 1660). |

Drugi vir pa o njem podaja tole poročilo:
| Italijanski izvirnik | Slovenski prevod |
| --- | --- |
| Giovanni, cardinale. Giovanni nel marzo 1178 fu da Alessandro III creato cardinale diacono di s. Angelo, indi da Lucio III inviato legato a Costantinopoli per ridurre alla Chiesa romana gli scismatici, i quali con percosse iniquamente lo cacciarono, onde tornato in Roma morì nel 1182. | Janeza je marca 1178 imenoval Aleksander III. za kardinala-diakona pri S. Angelo; potem ga je Lucij III. poslal kot legata v Carigrad , da bi vrnil v rimsko Cerkev razkolnike, ki so ga z udarci krivično ujeli; od tam se je vrnil v Rim in umrl 1182. |